# Gorges, Loire-Atlantique
Gorges (bretonska: Gored) är en kommun i departementet Loire-Atlantique i regionen Pays de la Loire i nordvästra Frankrike. Kommunen ligger i kantonen Clisson som tillhör arrondissementet Nantes. År 2022 hade Gorges 5 090 invånare.

## Befolkningsutveckling
Antalet invånare i kommunen Gorges
| Referens: INSEE |